# Émile Bertaux (historiador)

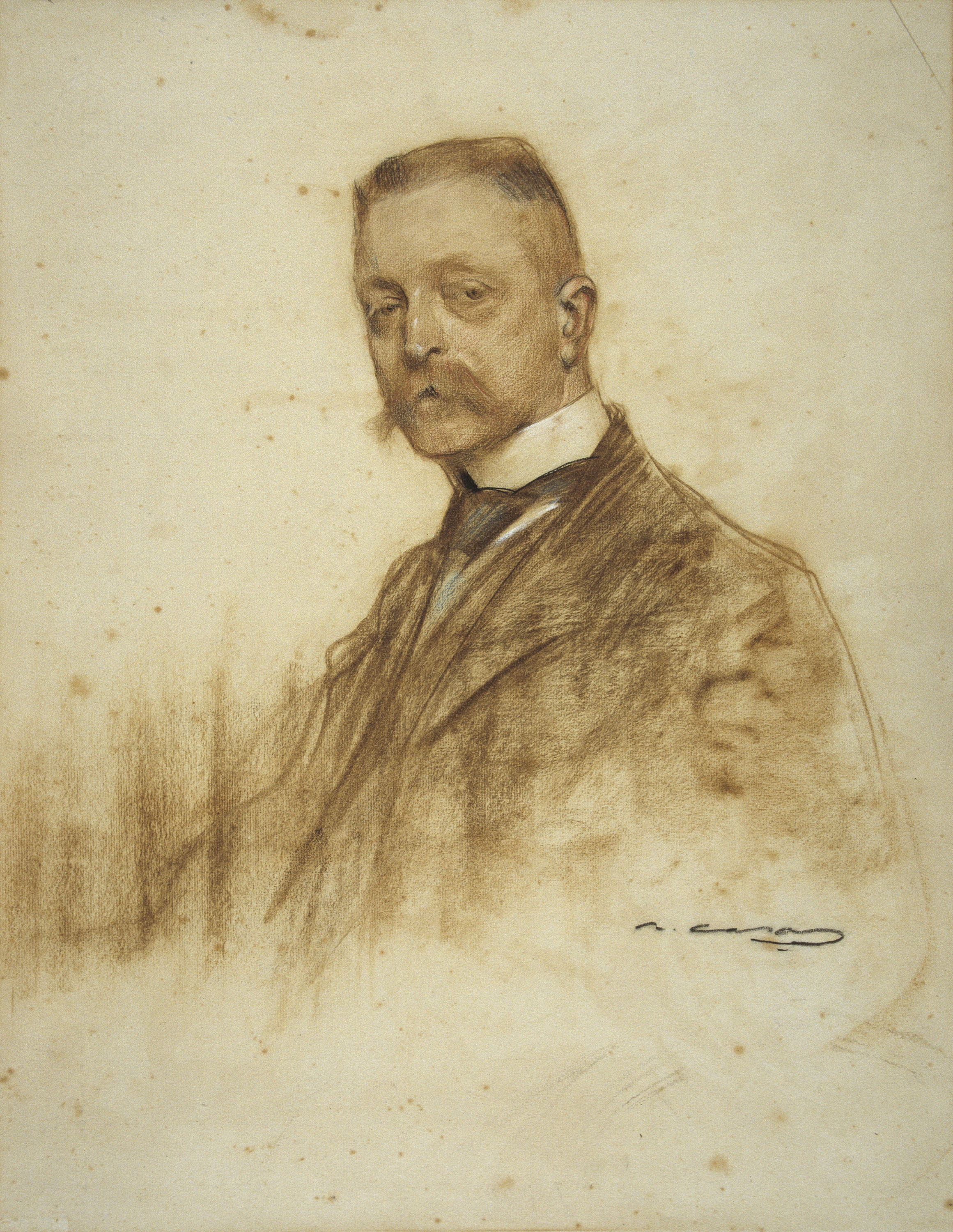
Émile Bertaux

Émile Bertaux (Fontenay-sous-Bois, 23 de maio de 1869 - Paris, 8 de janeiro de 1917), é um historiador da arte francesa.

## Biografia
Filho de um comerciante parisiense de Nord-Pas-de-Calais, estudou em Notre-Dame de Sainte-Croix e depois na Liceu Condorcet em Paris. Gravado com cartas da ENS em 1894, tornou-se professor de história da arte cristã na Idade Média na Sorbonne. Foi então Diretor de Estudos da Seção de História da Arte do Instituto Francês de Florença (1909), depois diretor do Museu Jacquemart-André em 1912 e editor-chefe da Gazette des beaux-arts. Ele treinou entre outros historiadores Julien Cain.
Tenente-intérprete então capitão da equipe de uma divisão durante a Primeira Guerra Mundial, ele é então chamado para chefiar o serviço de inteligência da Diretoria de Aeronáutica e é aviador. e missões aéreas, especialmente na frente italiana em Gorizia, onde ele conhece Gabriele d'Annunzio. Morreu em 8 de janeiro de 1917 aos 47 anos de doença contraída durante uma missão no Somme. Seu nome está inscrito no Panteão na parede em memória dos escritores que morreram pela França.
Ele recebeu a Grande Medalha da Sociedade Francesa de Arquitetura em 1898 e o Prêmio Charles Blanc em 1906. Era genro do historiador de arte Gustave Larroumet.